# Piglet’s Big Game
Disney’s Piglet’s Big Game — компьютерная игра в жанре приключенческого экшена, разработанная в нескольких версиях французской студией Doki Denki Studio для игровых приставок GameCube, PlayStation 2 и Game Boy Advance. Piglet’s Big Game создавалась для детской аудитории и является частью диснеевской франшизы о Винни-Пухе, точнее она является вольной адаптацией фильма «Большой фильм про Поросёнка». Главным героем выступает Пятачок, стремящийся преодолеть собственные страхи. 
Игра состоит из семи уровней, где Пятачок попадает в сны своих друзей и помогает решить их проблемы. На некоторых уровнях Пятачку угрожают слонопотамы или Вузлы, которых надо отпугивать. На момент выхода у игры были сдержанно положительные оценки. Для Windows была выпущена отдельная одноимённая point-and-click игра, где Пятачок должен помочь Кролику сварить суп для друзей. 
В 2024 году кадры из версий для GameCube и PlayStation 2 стали вирусными в интернете, а музыкальное сопровождение сравнивали с музыкой культовых игр жанра ужасов —  Resident Evil и Silent Hill. Геймдиректор Паскаль Страдэлла признался, что при работе над игровыми уровнями, разработчики вдохновлялись Resident Evil.

## Игровой процесс

### GameCube, PlayStation 2 и GBA
Игра поделена на семь уровней — сны семи персонажей из вселенной Винни-Пуха. Главный герой Пятачок должен проникнуть в сны друзей и помочь решить их проблемы. При прохождении уровней, Пятачок сталкивается с вражескими персонажами, например слонопотамами, вузлами, жуткими деревьями, говорящей дверью и ходящими зеркалами (только в GBA-версии). Игра вводит механику так называемых «храбрых лиц» — когда поросёнок принимает угрожающие гримасы и позы, чтобы отпугивать врагов. Если враг приближается слишком близко к Пятачку, он испугается, пока не найдёт шарик Кристофера Робина. Пятачок должен искать печенья, которые открывают доступ к новым гримасам. Печенья скрыты за предметами, или их можно собрать, ударив по предметам. 
На некоторых уровнях игрок может управлять другими персонажами помимо Пятачка, например во снах Крошки Ру и Кролика можно играть за Тигру, который может скрываться от слонопотамов и вузлов. За Винни-Пуха можно играть во снах Совы и Тигры, чтобы успешно сбегать от слонопотамов и вузлов. 

### Microsoft Windows
Версия для Windows представляет собой приключенческую игру типа «укажи и щелкни». Пятачок может перемещаться по сцене и подбирать предметы. В этой версии также доступны мини-игры, например возможность рисовать на мольберте в домике ослика Иа-Иа. 
Согласно сюжету Пятачок решает собрать ингредиенты для супа, который кролик готовит для своих друзей. В поисках каждого ингредиента Пятачок посещает разные локации. Когда суп готов, все собираются за столом для пикника, где они благодарят Пятачка за его помощь.

## Сюжет
Согласно сюжету, Винни-Пух и его друзья занимаются своими житейскими делами. Винни пытается дотянуться до улья, Сова ищет книгу с воспоминаниями, Кролик сажает морковь, а Тигра перекрашивает свой дом. Пятачку причудился монстр Граносор и он сильно испугался. Друзья сетуют на разыгравшееся воображение Пятачка и говорят ему не относиться к этому столь серьёзно. Пятачок в ответ сетует, что те, в отличие от него — большие, смелые и подытоживает, что будучи маленьким и трусливым —  он никогда не сможет стать героем. 
Расстроенный Пятачок уходит, а остальные герои засыпают. Пятачок находит таинственный телескоп, позволяющий проникать в чужие сны и он начинает помогать остальным героям в их снах — добывает мёд для Винни-Пуха, помогает Крошке Ру найти мяч, Сове — найти книгу, ослику Иа-Иа — его краски, Тигре — его полоски, а кролику — посадить морковь. Пятачку также приходится сталкиваться с монстрами — порождениями кошмарных снов. Он должен преодолеть собственную неуверенность и страх, чтобы помочь героям. 
Версия для Game Boy Advance предлагает схожий сюжет, где Пятачок в кошмарном сне сталкивается с монстром Граносором и предупреждает о нём своих друзей. Позже Пятачок обнаруживает особые порталы, позволяющие проникать в чужие сны. Он помогает друзьям в их снах

## Восприятие
| Сводный рейтинг    | Сводный рейтинг                   |
| Агрегатор          | Оценка                            |
| ------------------ | --------------------------------- |
| Metacritic         | (GC) 70/100                       |
| Иноязычные издания |                                   |
| Издание            | Оценка                            |
| GameSpot           | (GC) 7/10                         |
| IGN                | (GC) 7/10 (PS2) 7/10 (GBA) 6.5/10 |

Оценки версии для GameCube были смешанные по версии агрегатора Metacritic. Райан Дэвис с сайта GameSpot был приятно удивлён игрой, заметив, что по качеству она явно превосходит почти все остальные игры для детей или по мотивам фильмов. Дэвис похвалил озвучивание, звуковой и художественный дизайн, то, как игра изображает «сюрреалистические» миры из снов. С другой стороны критику не понравилось то, что игровые уровни были разделены на множество мелких областей, разделённых экранами загрузки. Также Дэвиса раздражал излишне медленный темп игры.
Чадд Чемберс из IGN, обозревая версии для  GameCube и PlayStation 2 дал оценку 7 из 10. Он также был приятно удивлён качеством игры, ориентированной на детей. Чадд похвалил простой игровой процесс, качественно выполненное и простое управление. Боевая система за отсутствием насилия также подойдёт детской аудитории, однако это игра вряд ли заинтересует игроков старше 10 лет. Чемберс также оценил качественную графику, тени и то, что игра сумела сохранить эстетику оригинального мультфильма. Версия для Game Boy Advance получила оценку 6,5/10 от редакции IGN, заметившей, что «эта сюрреалистичная игра идеально подходит для молодых игроков».  
Ретроспективные обзоры от 2024 года были более положительными. Редакция TheGamer подытожила, что Disney’s Piglet’s Big Game стала напоминанием о том, «что потеряли современные игры» и заметила, что небольшие и творческие команды разработчиков по прежнему способны спасти игровую индустрию.

## Влияние
В ноябре 2024 года, через 21 год после выпуска Piglet’s Big Game, кадры из игры стали вирусными в интернете после того, как пользователь опубликовал отрывки музыкального сопровождения из игры в социальной сети X. Пользователи отметили явную схожесть музыки игры и её игрового процесса с культовыми хоррор-играми Resident Evil и Silent Hill, а также то, что под личиной детской игры и сказочной эстетики по сути скрывается игра в жанре survival horror. Вскоре выяснилось, что один из треков к игре Silent Hill 2 2024 года — «Chthonic Symphony», использует семпл трека «Foreboding 1» из Piglet’s Big Game. Интернет-пользователи начали создавать интернет-мемы и арты, помещающие Пятачка в локации из Silent Hill. На волне повышенного интереса, заметно возросла цена физических копий игры на онлайн-площадках. Например на Ebay цены на физические издания могли достигать 300$. Дани Ди Плачидо с сайта Forbes объяснял внезапную популярность игры трендом на сочетание образа невинности и эстетики детских мультфильмов с ужасами.
На фоне повышенного интереса к Piglet’s Big Game, её игровой директор Паскаль Страделла, когда-то работавший в Doki Denki Studio раскрыл детали разработки игры, концепт арты, дизайн-документы. Он признался, что команда разработчиков при работе над игровыми уровнями вдохновлялась Resident Evil и Luigi’s Mansion и назвал Piglet’s Big Game своего рода мультяшной и комедийной версией Resident Evil.